# Dick van der Ben
Dick van der Ben (1934) es un biólogo, algólogo, ingeniero hidráulico, y forestal, profesor de la "Facultad de Gembloux" y doctor en Biología vegetal de la Sorbona, belga.
Participó en numerosas misiones de exploración en África, más innumerables expediciones oceanográficas al Mediterráneo y las aguas antárticas. Ingresa al "Instituto Real de Ciencias naturales de Bélgica en 1964, y termina su carrera como jefe del Departamento de Biología. Paralelamente enseñó por diecinueve años Biología marina en la Universidad de Amberes.

## Algunas publicaciones
- 2000. La forêt de Soignes. Ed. Racine. 256 pp. ISBN 978-2-87386-182-7

- 1997. Het Zoniënwoud: een natuurmonument en zijn geschiedenis (El Soignes: un monumento natural y su historia). Con Robert Nijhoff, Luk Deronde. Ed. Lannoo, ISBN 9020932624, ISBN 9789020932621

- 1959.  La végétation des rives des Lacs Kivu, Edouard et Albert. Ed. Bruxelles. En Résultats scientifiques de l'exploration hydrobiologique des Lacs Kivu, Édouard et Albert : 1952-1954. - Vol. 4, N.º 1, p. 11 : 11 il.

- La abreviatura «Van der Ben» se emplea para indicar a Dick van der Ben como autoridad en la descripción y clasificación científica de los vegetales.[1]